# فرانك دويل (لاعب هوكي جليد)
فرانك دويل هو لاعب هوكي جليد كندي، ولد في 8 سبتمبر 1980 في جيلف في كندا.

## وصلات خارجية
- فرانك دويل على موقع دوري الهوكي الوطني (الإنجليزية)
- فرانك دويل على موقع EliteProspects.com (الإنجليزية)
- فرانك دويل على موقع Eurohockey.com (الإنجليزية)
- فرانك دويل على موقع HockeyDB.com (الإنجليزية)